# Columna de Focas
La Columna de Focas (en latín, Columna Phocatis; en italiano, Colonna di Foca) es una columna conmemorativa en el Foro de Roma, Italia.

## Ubicación
Se encuentra en los Rostra en el Foro Romano. Sigue en el mismo lugar donde se erigió (in situ). Su posición, aislada y solitaria entre las ruinas, la ha convertido siempre en un punto de referencia en el Foro, y a menudo aparece en vedute y grabados.

## Función
La causa exacta que motivó la construcción de la columna se desconoce, aunque Focas había donado formalmente el Panteón al Papa Bonifacio IV, que lo rededicó a todos los Santos mártires y María  (Sancta Maria ad Martyres), no se sabe si en ese momento o después, en la Edad Media (Santa María y los Mártires). Por eso se piensa que quizá fue una demostración de gratitud hacia el Papa.
No obstante, la estatua era probablemente un símbolo de la soberanía imperial sobre Roma, que estaba desapareciendo bajo la presión a la que la sometían los lombardos. También era una muestra de gratitud por parte del exarca de Rávena, que había sido rescatado por Focas de un largo exilio, y estaba en deuda con él por haber recuperado su posición de poder en Rávena.

## Historia
Fue dedicada o rededicada al emperador bizantino Focas el 1 de agosto de 608, fue la última adición hecha al Foro Romano.
Basándose en razones estilísticas, la columna parece haber sido realizada en el siglo II para alguna estructura desconocida, y luego reciclada para convertirse en el monumento actual. De la misma manera, el pedestal fue reciclado de su uso original apoyando una estatua dedicada a Diocleciano; la anterior inscripción fue borrada para proporcionar espacio al texto posterior.
Sobre el capitel de esta columna preexistente en los Rostra, Esmaragdo, el exarca de Rávena, hizo añadir, el 1 de agosto del año 608, una estatua dorada «deslumbrante» del emperador bizantino Focas.
La estatua de Focas probablemente sólo permaneció allí por un breve tiempo. En octubre del año 610, Focas fue capturado a traición, torturado, asesinado y desmembrado. Todas sus estatuas fueron derribadas.
El alzamiento del nivel del suelo debido al limo y los escombros había enterrado completamente el pedestal cuando Giuseppe Vasi y Giambattista Piranesi hicieron grabados de la columna a mediados del siglo XVIII. Los cimientos cuadrados de ladrillo no estaban visibles en origen, el nivel actual del Foro no fue excavado hasta el pavimento en la época de Augusto hasta el siglo XIX.
Fue al pie de la columna de Focas donde la Corda Fratres, Federación internacional de los estudiantes, fue proclamada el 24 de noviembre de 1898.

## Descripción
La columna corintia se levanta 13,6 metros desde su pedestal cúbico de mármol blanco.
Los cimientos están hechos con ladrillos (tal y como se puede ver en la ilustración) pero no eran visibles en el momento en el que la columna fue erigida. Fue en el siglo XIX cuando se excavó el nivel del Foro hasta el pavimento de la época de Augusto; con ello se descubrieron los cimientos.
La base de la columna fue recuperada en el año 1813, y la inscripción en ella dice así, en latín:

Optimo clementiss[imo piissi]moque / principi domino n[ostro] / F[ocae imperat]ori / perpetuo a d[e]o coronato, [t]riumphatori / semper Augusto / Smaragdus ex praepos[ito] sacri palatii / ac patricius et exarchus Italiae / devotus eius clementiae / pro innumerabilibus pietatis eius beneficiis et pro quiete / procurata Ital[iae] ac conservata libertate / hanc sta(tuam maiesta)tis eius / auri splend(ore fulge)ntem huic / sublimi colu(m)na(e ad) perennem / ipsius gloriam imposuit ac dedicavit / die prima mensis Augusti, indict[ione] und[icesima] / p[ost] c[onsulatum] pietatis eius anno quinto

La traducción al español es la siguiente:

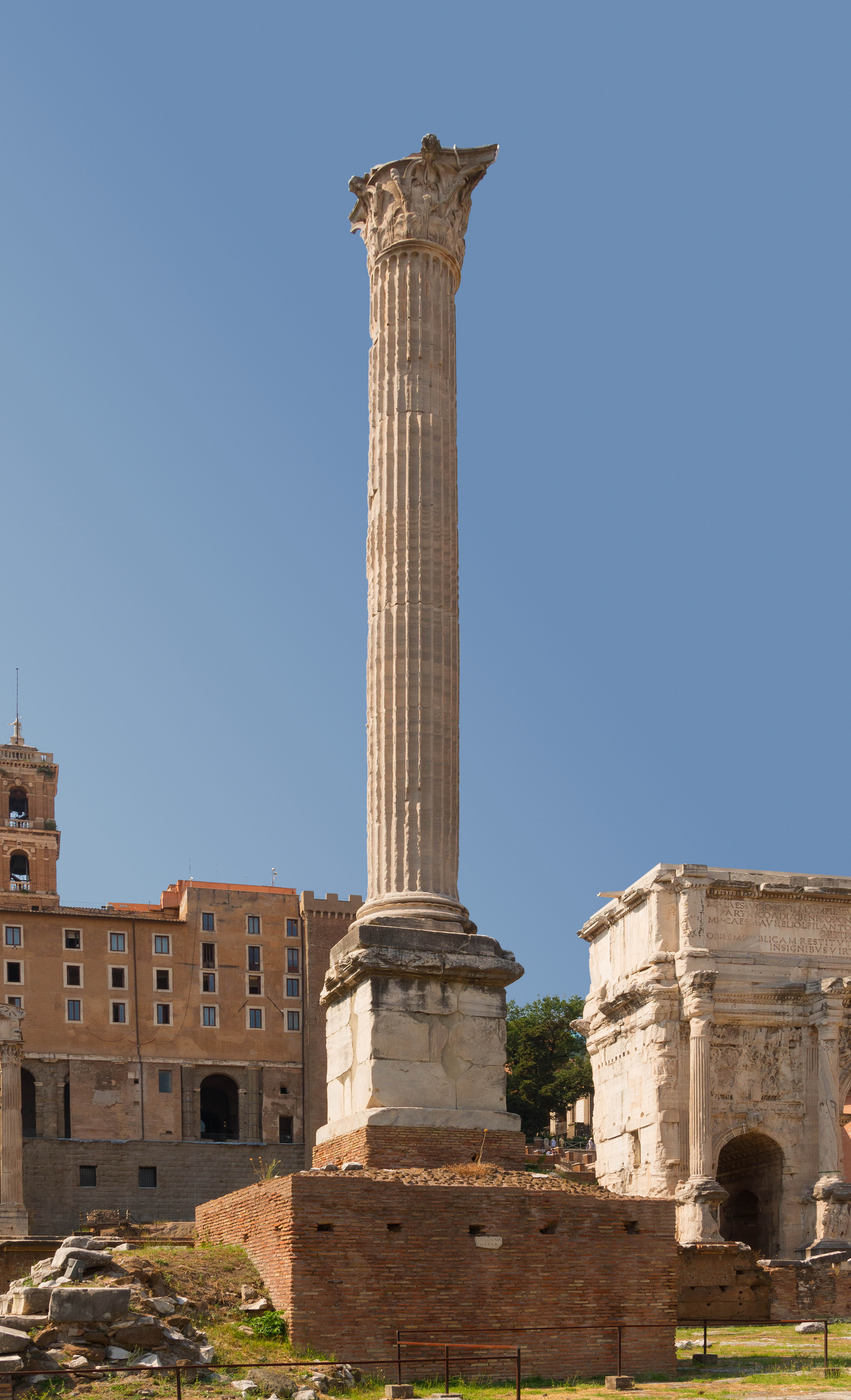
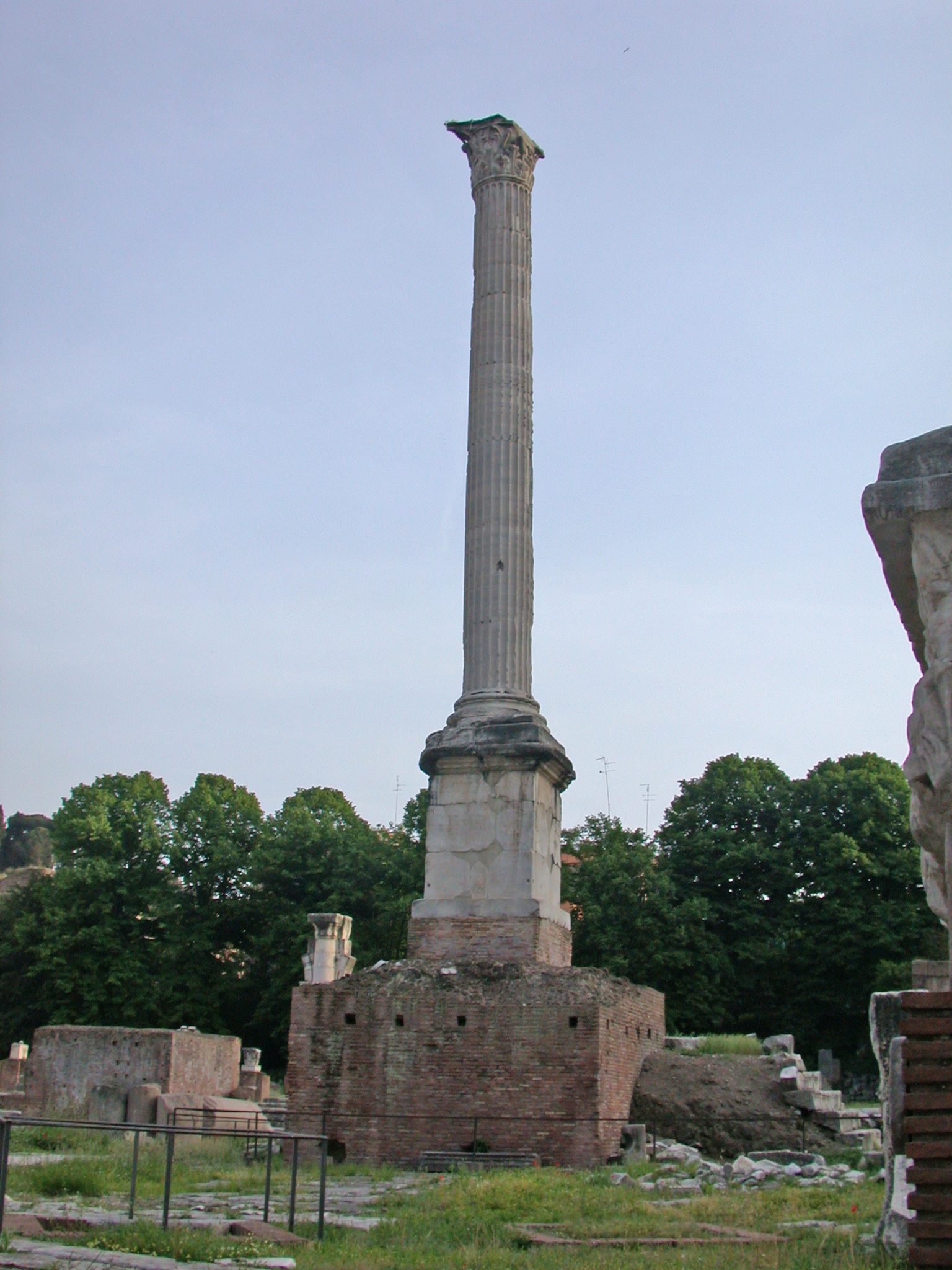

Al mejor gobernante, el más clemente y pío, nuestro señor Focas el emperador perpetuo, coronado por Dios, el eterno augusto triumphator, lo hizo Esmaragdo, anterior praepositus sacri palatii y patricius y exarca de Italia, dedicado a Su Clemencia por las innumerables beneficencias de Su Piedad y por la paz lograda en Italia y su libertad conservada, esta estatua de Su Majestad, parpadeando del esplendor de oro aquí sobre esta alta columna para su eterna gloria erigida y dedicada, en el primer día del mes de agosto, en la oncena indicción en el quinto año después del consulado de Su Piedad.